# Can Soldat
Can Soldat és una masia al veïnat de les Masies de Sant Amanç, dins del terme municipal d'Anglès, a la comarca catalana de la Selva. Aquesta masia és la més propera a l'Ermita de Sant Amanç, a una alçada de 292 msnm. De les diferents masies del veïnat, juntament amb Can Coma-rodona, Can Soldat és actualment de les poques habitades i que tingui una explotació agrària activa. Tot i que aquest mas consta dins del catàleg de l'Ajuntament d'Anglès, no gaudeix de cap nivell de protecció arquitectònica ni està catalogat com a patrimoni arquitectònic, ni per part de l'Ajuntament ni per part de la Generalitat de Catalunya.